# Basquete feminino da Carolina do Sul

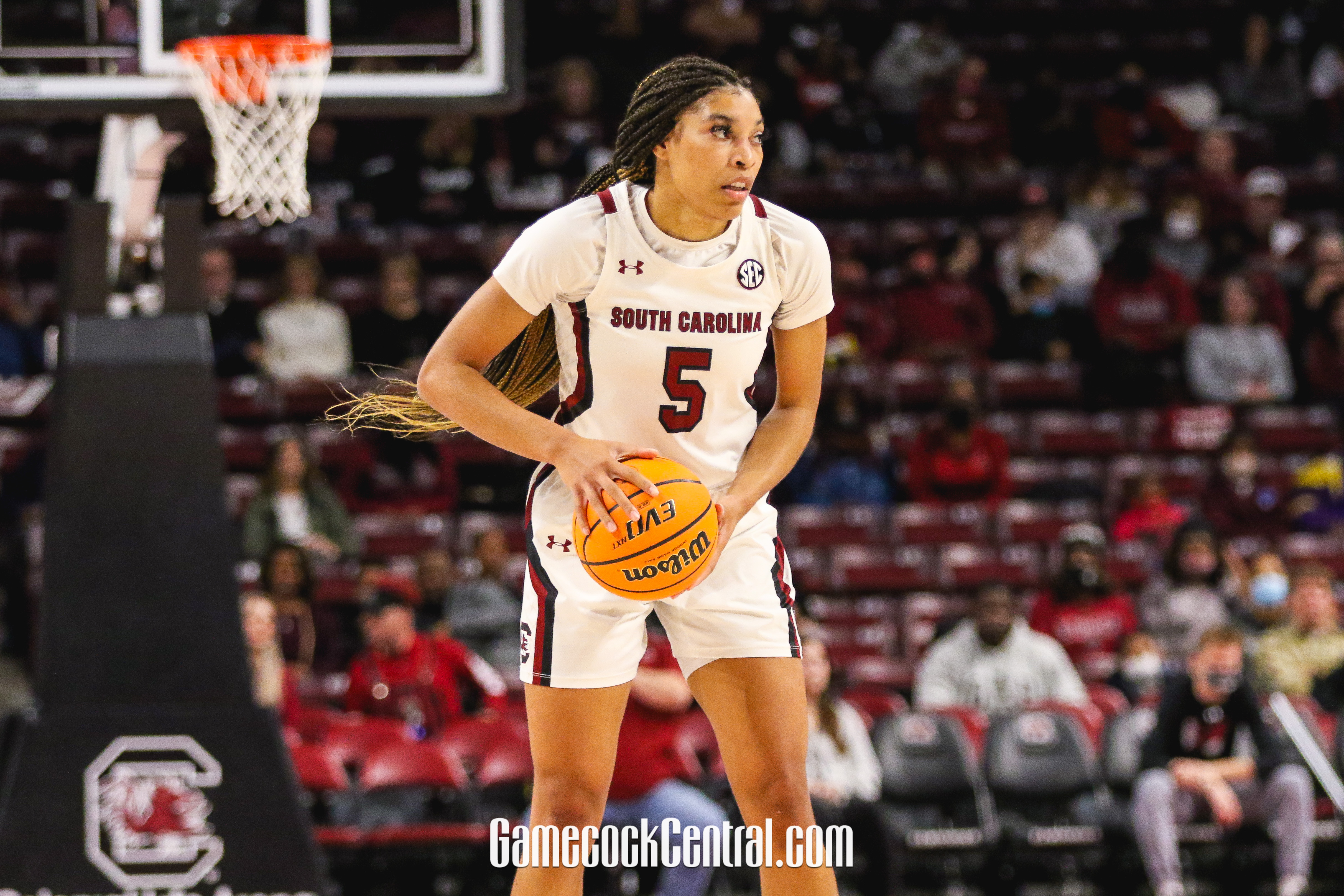
Victaria Saxton

O time de basquete feminino South Carolina Gamecocks representa a Universidade da Carolina do Sul e compete na Conferência Sudeste (SEC). Sob o comando da atual treinadora Dawn Staley, as Gamecocks têm sido uma das melhores do país, vencendo o campeonato da NCAA em 2017, 2022 e 2024. O programa também teve sucesso sob o comando da técnica Nancy Wilson que durante a década de 80 na Metro Conference, quando ganhou cinco campeonatos de conferências da temporada regular, e três campeonatos de torneios de conferências.

## História
As Gamecocks competiram pela primeira vez em nível intercolegial no basquete feminino em 1923, quando eram chamados de Pullets (uma jovem galinha doméstica, um play off de "Gamecocks", que é um galo).
A era moderna do basquete feminino da Carolina do Sul começou quando as Carolina Chicks entraram em quadra em janeiro de 74, sob a orientação de Pam Backhaus. A equipe inaugural compilou um recorde de 15–7 e foi campeã do AIAW da Carolina do Sul. Em 1977, com Pam Parsons como técnica principal do time de basquete feminino, elas mudaram seu apelido para Lady Gamecocks e foram para a póstemporada em todos os anos durante seu comando.
Durante suas oito temporadas na Metro Conference (agora Conference USA após a reunificação de 1995), as Lady Gamecocks venceram o campeonato da temporada regular cinco vezes e o torneio da conferência três vezes.
Quando a Carolina do Sul ingressou na SEC, foi difícil obter sucesso durante a primeira década, em uma das conferências mais fortes do basquete feminino. Elas inicialmente tiveram dificuldades para competir sob o comando das treinadoras Nancy Wilson e Susan Walvius. As equipes de Walvius em 2001-02 e 2002-03 terminaram em 25-7 e 23-8, respectivamente, ganhando viagens para o torneio da NCAA e alcançando a Elite Eight em 2002.
Walvius anunciou sua saída após a temporada 2007-08. Em 7 de maio de 2008, Dawn Staley foi nomeada a nova técnica do time agora conhecido simplesmente como "Gamecocks".
Sob o comando da técnica Staley, as Gamecocks melhoraram ou igualaram seu total de vitórias a cada temporada durante seus primeiros sete anos liderando o programa, tendo um recorde de 34–3 em 2014–15. Naquele ano, elas ganharam o campeonato da temporada regular da SEC, o campeonato do torneio da SEC e o campeonato da região leste da NCAA. A temporada terminou na Final Four da NCAA com uma derrota de um ponto no último segundo para Notre Dame nas semifinais.
No ano posterior, as Gamecocks ficaram invictas em jogos de conferência, mas foram derrotadas na Sweet 16 pelo Syracuse. Em 2016-17, as Gamecocks conquistaram sua terceira vitória consecutiva na temporada regular da SEC e títulos de torneio a caminho de sua segunda Final Four. Elas derrotaram a rival da conferência, Mississippi State, no jogo do campeonato nacional para ganhar seu primeiro título nacional.
Em 2018, as Gamecocks derrotaram o Mississippi State para vencer o torneio SEC. A Carolina do Sul é o único time a vencer o torneio SEC por quatro anos consecutivos. A temporada chegou ao fim quando foram derrotados por Connecticut na Elite Oito.
Em 2020, a Carolina do Sul terminou 32–1 (16–0), liderada pela armadora Tyasha Harris. As Gamecocks derrotaram 14 times classificados, incluindo sua primeira vitória sobre UConn, e ganharam a temporada regular da SEC e títulos de torneios. A Carolina do Sul venceu os últimos 26 jogos da temporada e passou as últimas nove semanas como o time número 1 da AP. Dawn Staley foi eleita a técnica do ano, e Aliyah Boston foi eleita a caloura do ano e a jogadora defensiva do ano da SEC. Quando a pandemia de COVID-19 encerrou a temporada prematuramente, em 12 de março, a Carolina do Sul ficou no topo das pesquisas da AP e dos treinadores. Devido ao final abrupto da temporada, após a vitória do Campeonato SEC, Staley disse que eles deveriam reivindicar o mítico campeonato nacional, com o programa fazendo uma reivindicação através do tamanho e localização do banner destacando o resultado em primeiro lugar nas pesquisas em 31 de dezembro., 2020, na abertura da temporada de conferências de 2020–21. A partir da temporada 2022–23, o tamanho do banner é idêntico aos dois banners oficiais do campeonato e está localizado entre os banners oficiais do campeonato. Em 2021, a equipe chegou à Final Four, perdendo para Stanford por um ponto.
Em 3 de abril de 2022, as Gamecocks conquistaram seu 2º título nacional com uma vitória por 64–49 sobre UConn, terminando a temporada com 35–2 e ficando em primeiro lugar nas duas principais pesquisas durante toda a temporada. Aliyah Boston ganhou o prêmio de Jogador do Ano, e Dawn Staley foi eleita a vencedora do Prêmio Naismith como o melhor treinadora do país em 2022.
Em 18 de fevereiro de 2024, a Carolina do Sul estabeleceu um recorde de 43 vitórias consecutivas na SEC.

## Treinadores
| Nome           | Anos                | Temporadas | Jogos | Vitórias | Derrotas | Pt.   |
| -------------- | ------------------- | ---------- | ----- | -------- | -------- | ----- |
| Pam Backhaus   | 1974–1975 1976–1977 | 2          | 56    | 26       | 30       | 0,464 |
| Frankie Porter | 1975–1976           | 1          | 22    | 7        | 15       | .318  |
| Pam Parsons    | 1977–1981           | 5          | 144   | 101      | 43       | 0,701 |
| Terry Kelly    | 1982–1984           | 3          | 82    | 50       | 32       | 0,610 |
| Nancy Wilson   | 1985–1997           | 13         | 380   | 231      | 149      | 0,608 |
| Susan Walvius  | 1998–2008           | 11         | 325   | 165      | 160      | 0,508 |
| Dawn Staley    | 2008 – presente     | 16         | 546   | 440      | 106      | 0,805 |
| Tempo todo     | Tempo todo          | 49         | 1555  | 1020     | 535      | 0,656 |

### História do Torneio de Conferência
A Carolina do Sul joga na Conferência Sudeste desde a temporada 1997-98. Os Gamecocks ganharam 8 títulos de torneios, todos sob o comando do técnico Dawn Staley.
| Ano                 | Posição | Primeiro round             | Segunda rodada    | Semifinal          | Final |
| ------------------- | ------- | -------------------------- | ----------------- | ------------------ | ----- |
| Conferência Sudeste |         |                            |                   |                    |       |
| 2005                | #12     | # 6 Ole Miss 50–53         |                   |                    |       |
| 2006                | #7      | # 10 Auburn 48–64          |                   |                    |       |
| 2007                | #8      | # 9 Auburn 65–63           | #1Tennessee 63–81 |                    |       |
| 2008                | #10     | #7 Flórida 57–71           |                   |                    |       |
| 2009                | #11     | # 6 Mississipi State 39–49 |                   |                    |       |
| 2010                | #8      | # 9 Ole Miss 63–64         |                   |                    |       |
| 2011                | #5      | # 12 Ole Miss 63–50        | #4 Geórgia 34–66  |                    |       |
| 2012                | #6      | #11 Alabama 57–38          | #3 Geórgia 59–55  | #2 Tennessee 58–74 |       |

| Year                    | Posição | Primeiro Round | Segundo Round     | Quartas de Final   | Semifinal          | Final                      |
| ----------------------- | ------- | -------------- | ----------------- | ------------------ | ------------------ | -------------------------- |
| Southeastern Conference |         |                |                   |                    |                    |                            |
| 2013                    | #5      |                | #13 Alabama 77–35 | #4 Texas A&M 52–61 |                    |                            |
| 2014                    | #1      |                |                   | #9 Georgia 67–48   | #4 Kentucky 58–68  |                            |
| 2015                    | #1      |                |                   | #9 Arkansas 58–36  | #4 LSU 74–54       | #2 Tennessee 62–46         |
| 2016                    | #1      |                |                   | #9 Auburn 57–48    | #5 Kentucky 93–63  | #3 Mississippi State 66–52 |
| 2017                    | #1      |                |                   | #8 Georgia 72–48   | #4 Kentucky 89–77  | #2 Mississippi State 59–49 |
| 2018                    | #2      |                |                   | #7 Tennessee 73–62 | #3 Georgia 71–49   | #1 Mississippi State 62–51 |
| 2019                    | #2      |                |                   | #10 Arkansas 89–95 |                    |                            |
| 2020                    | #1      |                |                   | #9 Georgia 89–56   | #5 Arkansas 90–64  | #2 Mississippi State 76–62 |
| 2021                    | #2      |                |                   | #7 Alabama 75–63   | #3 Tennessee 67–52 | #4 Georgia 67–62           |
| 2022                    | #1      |                |                   | #8 Arkansas 76–54  | #4 Ole Miss 61–51  | #7 Kentucky 62–64          |
| 2023                    | #1      |                |                   | #8 Arkansas 93–66  | #4 Ole Miss 80–51  | #3 Tennessee 74–58         |
| 2024                    | #1      |                |                   | #9 Texas A&M 79–68 | #5 Tennessee 74–73 | #2 LSU 79–72               |

### Posições no torneio da NCAA
A seguir lista onde os Gamecocks ficaram na classificação do torneio da NCAA.
| Anos →     | '82 | '86 | '88 | '89 | '90 | '91 | '02 | '03 | '12 | '13 | '14 | '15 | '16 | '17 | '18 | '19 | '21 | '22 | '23 | '24 |
| ---------- | --- | --- | --- | --- | --- | --- | --- | --- | --- | --- | --- | --- | --- | --- | --- | --- | --- | --- | --- | --- |
| Sementes → | 3   | 7   | 8   | 6   | 5   | 7   | 3   | 5   | 5   | 4   | 1   | 1   | 1   | 1   | 2   | 4   | 1   | 1   | 1   | 1   |

### Campeonatos Nacionais
| Ano                   | Treinador             | Adversário                 | Pontuação | Recorde |
| --------------------- | --------------------- | -------------------------- | --------- | ------- |
| 2017                  | Dawn Staley           | Mississippi State Bulldogs | 67–55     | 33–4    |
| 2022                  | Dawn Staley           | Ucoon Huskies              | 64–49     | 35–2    |
| 2024                  | Dawn Staley           | Iowa Hawkeyes              | 87–75     | 38–0    |
| Campeonatos Nacionais | Campeonatos Nacionais | Campeonatos Nacionais      | 3         | 3       |

## Torcida
Ao longo dos anos, os Gamecocks Jogaram em três lugares diferentes. No início, os jogos foram disputados no Blatt PE Center. Os jogos posteriores foram transferidos para o Carolina Coliseum, que teve o primeiro jogo com ingressos esgotados para um jogo de basquete feminino em 17 de janeiro de 2002. Naquele dia, 12.168 fãs compareceram para ver o South Carolina Gamecocks enfrentar o Tennessee Lady Vols.
Em 22 de novembro de 2002, os Gamecocks abriram a recém-construída Colonial Life Arena (então conhecida como Carolina Center; o acordo da arena com Unum foi assinado um ano depois) teria entrada de US$ 1 na noite, levando a uma multidão de 17.712 pessoas que viram os Gamecocks derrotar o arquirrival Clemson Lady Tigers. A primeira lotação com 18.000 espectadores ocorreu em 8 de fevereiro de 2016, no jogo contra a University of Connecticut Huskies, em um confronto entre os dois times mais bem classificados do país.
| Data       | Torcedores | Oponente          | Resultado |
| ---------- | ---------- | ----------------- | --------- |
| 18-02-2024 | 18,478     | Georgia           | W 70–56   |
| 11-02-2024 | 18,167     | UConn             | W 83–65   |
| 03-03-2024 | 18,000     | Tennessee         | W 76–68   |
| 04-02-2024 | 18,000     | Ole Miss          | W 85–56   |
| 28-01-2024 | 18,000     | Vanderbilt        | W 91–74   |
| 26-02-2023 | 18,000     | Georgia           | W 73–63   |
| 12-02-2023 | 18,000     | LSU               | W 88–64   |
| 20-02-2022 | 18,000     | Tennessee         | W 67–53   |
| 01-03-2020 | 18,000     | Texas A&M         | W 60–52   |
| 10-02-2020 | 18,000     | UConn             | W 70–52   |
| 03-03-2019 | 18,000     | Mississippi State | L 68–64   |
| 01-02-2018 | 18,000     | UConn             | L 58–83   |
| 26-02-2017 | 18,000     | Kentucky          | W 95–87   |
| 08-02-2016 | 18,000     | UConn             | L 66–54   |
| 22-11-2002 | 17,712     | Clemson           | W 72–58   |
| 11-01-2015 | 17,156     | Kentucky          | W 68–60   |
| 16-11-2023 | 16,820     | Clemson           | W 109–40  |
| 13-11-2015 | 16,815     | Ohio State        | W 88–80   |
| 02-01-2015 | 16,465     | Auburn            | W 77–58   |
| 06-12-2015 | 16,429     | Duke              | W 66–55   |
| 28-02-2016 | 16,240     | LSU               | W 75–39   |
| 18-02-2016 | 16,186     | Georgia           | W 61–51   |
| 06-12-2023 | 16,181     | Morgan State      | W 104–38  |
| 12-11-2023 | 16,007     | Maryland          | W 114–76  |

A torcida da Carolina do Sul liderou o país em todas as temporadas desde 2014–15, com exceção de 2020, que foi limitada devido ao COVID. Os Gamecocks tiveram em média mais de 10.000 torcedores em 92 jogos consecutivos em casa na temporada regular.

## Jogadoras notáveis

### Gamecocks convocadas para a WNBA
| Player                  | Draft                          | Seasons | Temporadas                                                                          | WNBA Champion | WNBA MVP   | Finals MVP | Novata do Ano | All-Star Game                | All-Star               |
| ----------------------- | ------------------------------ | ------- | ----------------------------------------------------------------------------------- | ------------- | ---------- | ---------- | ------------- | ---------------------------- | ---------------------- |
| Shannon Johnson         | 1999 – Orlando                 | 11      | (1999–2009) Orlando, Connecticut, San Antonio, Detroit, Houston, Seattle            |               |            |            |               | 1999, 2000, 2002, 2003       | 1999, 2000, 2002       |
| Shaunzinski Gortman     | 2002 – 9a escolha Charlotte    | 5       | (2002–2006) Last with the Seattle Storm                                             |               |            |            |               |                              |                        |
| Jocelyn Penn            | 2003 – 9a escolha Charlotte    | 2       | (2003–2004) Last with the San Antonio                                               |               |            |            |               |                              |                        |
| Tiffany Mitchell        | 2016 – 9a escolha Indiana      | 8       | (2016–Present) Indiana Fever, Minnesota                                             |               |            |            |               |                              |                        |
| Alaina Coates           | 2017 – 2a escolha Chicago      | 5       | (2017–Present) Chicago, Minnesota, Indiana, Atlanta, Washington, Phoenix, Las Vegas | 2023          |            |            |               |                              |                        |
| Allisha Gray            | 2017 – 4a escolha Dallas       | 5       | (2017–present) Dallas Wings, Atlanta                                                |               |            |            | 2017          | 2023                         |                        |
| Kaela Davis             | 2017 – 10a escolha Dallas      | 5       | (2017–Present) Dallas, Atlanta, Chicago, Seattle, Phoenix                           |               |            |            |               |                              |                        |
| A'ja Wilson             | 2018 – 1a escolha Las Vegas    | 6       | (2018–Present) Las Vegas                                                            | 2022, 2023    | 2020, 2022 | 2023       | 2018          | 2018, 2019, 2021, 2022, 2023 | 2020, 2021, 2022, 2023 |
| Mikiah Herbert Harrigan | 2020 – 6a escolha by Minnesota | 2       | (2020–Present) Minnesota, Seattle                                                   |               |            |            |               |                              |                        |
| Tyasha Harris           | 2020 – 7a escolha Dallas       | 4       | (2020–Present) Dallas, Connecticut                                                  |               |            |            |               |                              |                        |
| Destanni Henderson      | 2022 – 20a escolha Indiana     | 2       | (2022–Present) Indiana, Los Angeles, Phoenix                                        |               |            |            |               |                              |                        |
| Aliyah Boston           | 2023 – 1a escolha Indiana      | 1       | (2023–Present) Indiana                                                              |               |            |            | 2023          | 2023                         |                        |
| Laeticia Amihere        | 2023 – 8a escolha Atlanta      | 1       | (2023–Present) Atlanta                                                              |               |            |            |               |                              |                        |
| Zia Cooke               | 2023 – 10a escolha Los Angeles | 1       | (2023–Present) Los Angeles                                                          |               |            |            |               |                              |                        |
| Brea Beal               | 2023 – 24a escolhaMinnesota    | 1       | (2023–Present) Minnesota, Las Vegas                                                 |               |            |            |               |                              |                        |
| Victaria Saxton         | 2023 – 25a escolhaIndiana      | 1       | (2023–Present) Indiana                                                              |               |            |            |               |                              |                        |

Também draftadas:
- Teresa Geter – 2002 – 36º por Washington
- Petra Ujhelyi – 2003 – 16º por Phoenix
- Aleighsa Welch – 2015 – 22º por Chicago

### Prêmios de treinadora nacional
- Treinador do Ano do Naismith College

Dawn Staley – 2020, 2022, 2023, 2024
- Treinador Nacional do Ano da WBCA

Dawn Staley – 2020, 2022, 2023, 2024
- Treinador AP do Ano

Dawn Staley – 2020, 2024
- Treinadora Nacional Feminina do Ano da USBWA

Dawn Staley – 2020, 2022, 2023, 2024
1. ↑  «South Carolina Women's Basketball History»
2. ↑  Feinberg, Doug (17 de março de 2020). «South Carolina finishes No. 1 in AP women's basketball poll». AP Wire. The AP. Associated Press. Consultado em 22 de abril de 2020
3. ↑  Welch, David (6 de fevereiro de 2024). «Stadium Journey: Colonial Life Arena». Stadium Journey. Consultado em 12 de fevereiro de 2024
4. ↑  «South Carolina pounds UConn, 64–49, to take women's basketball championship». NBC News. Consultado em 4 de abril de 2022
5. ↑  «South Carolina hosts Clemson Friday night in the Carolina Center's Grand Opening». Gamecocks Online. Cnet/CBS Interactive. 21 de novembro de 2002. Consultado em 22 de março de 2020